# Штурмпанцер I Бизон
Штурмпанзер I Бизон немачки тешки самоходни топ.

## Настанак
Штурмпанзер I Бизон је прозвођен од 1939. године и коришћен у Другом светском рату. Производила га је немачка фирма Аклет као артиљеријску верзију немачког лаког тенка Панцера I. Користили су шасију Панцера I, мотор Мајбах NL38TR, артиљеријски топ SIG 33 L/11 и радио оператер FUG 5. Први Штурмпанзер I је месец касније добио надимак Бизон . Његов оклоп је имао 15 mm и због тога је био лако уништљив . Бизон има чешко-немачко порекло јер је Панцер I производила чешка војна фирма Шкода, данашња фабрика аутомобила и Дајмлер-Бенц бивша немачка војна компанија а Бизон је производила немачка фирма Аклет. Као и Панцер I постојале су варијанте Бизона. То је био немачки тенк СтуИГ 33 (  који је био дизајниран од стране Ферндинанда Поршеа човека који се прославио дизанирајући фолксваген бубу 1941. године.

## Ратно деловање
Добио је дозволу од немачког главног штаба 1939. године да се користи у ратовима. 1940. године прозведено је 38 комада артиљерија Штурмпанзер I. Две артиљерије Штурмпанзер I Бизон су бије уништене током операције Барбароса против СССРа у седмој и десетој Панзер дивизији. Ратовали су у битки за Фрацуску у првој другој трећој петој и десетој Панцер дивизији. Њихово задње ратно деловање било је у петој Панцер дивизији средином 1943. године.

## СтуИГ 33
СтуИГ 33 (  или скраћено Штурмпанцер 33 (  био је први Немачки јуришни топ искључиво намењен као подршка пешадији за борбу у насељеним местима. СтуИГ 33 је био веома прослављена варијанта Штурмпанцер Бизона. Он је произвођен почетком 1941. године као тенк немачке компаније Аклет. Њега је дизјнирао Фердинанд Порше крајем 1940. и почетком 1941. године. Немци су га користили у веома познатим тенковским биткама, Стаљинграској бици октобра 1943. ће године, Курској бици и бици за Дњепар. Нацисти су неколико месеци касније, после великог интересовања за СтуИГ 33 направили јуришни топ Брумбер.